# Place Raymond Blyckaerts
La place Raymond Blyckaerts (en néerlandais : Raymond Blyckaertsplein) est une place-carrefour située dans la commune bruxelloise d'Ixelles. Elle tient son nom de l'ancien bourgmestre d'Ixelles Raymond Blyckaerts.

## Histoire
Créée par plusieurs arrêtés royaux successifs dans les années 1860, elle est alors nommée place de la Couronne mais son nom change en 1901 à la suite du décès de Raymond Blyckaerts, qui était alors bourgmestre d'Ixelles.
Plusieurs maisons de style néoclassique bordent la place et une statue en hommage au peintre Antoine Wiertz se situe en son centre,.

## Transports en commun
La place Raymond Blyckaerts est desservie par les lignes de bus 38, 60 et 95 (arrêt Blyckaerts),,.